# Firebrand (filme)
Firebrand é um longa-metragem britânico de drama histórico dirigido pelo cineasta brasileiro Karim Aïnouz e escrito por Jessica Ashworth e Henrietta Ashworth. A trama é baseada no romance lançado em 2013, Queen's Gambit, escrito por Elizabeth Fremantle acerca de Catarina Parr, sexta e última esposa de Henrique VIII.

## Premissa
Centra-se ao redor de Catarina Parr, a sexta e última esposa de Henrique VIII.

## Elenco
- Alicia Vikander como Catarina Parr
- Jude Law como Henrique VIII de Inglaterra
- Sam Riley como Tomás Seymour
- Eddie Marsan como Eduardo Seymour
- Simon Russell Beale como Stephen Gardiner
- Erin Doherty como Anne Askew
- Ruby Bentall como Cat
- Bryony Hannah como Ellen
- Maia Jemmett como Dot
- Patsy Ferran como Princesa Maria
- Junia Rees como Princesa Isabel I
- Hatty Heaney como Meredith
- Amr Waked como Dr. Mulay Al-Farabi

## Produção
O filme foi anunciado durante o American Film Market de 2021. Karim Aïnouz foi escalado para dirigir, com Michelle Williams e Jude Law escalados para estrelar. Em março de 2022, Alicia Vikander se juntou ao elenco, substituindo Williams. Em maio, Sam Riley, Eddie Marsan, Simon Russell Beale e Erin Doherty foram adicionados ao elenco. As filmagens iniciaram em abril de 2022, com a produção ocorrendo em Haddon Hall localizado em Bakewell, Derbyshire até Junho.

## Lançamento
Firebrand estreou no Festival de Cannes de 2023, onde competiiu pela principal premiação, a Palme d'Or.